# الغطس في ألعاب غرب آسيا 2002
أُقيمت منافسات الغطس في دورة ألعاب غرب آسيا 2002 في مجمع فهد الأحمد للسباحة في مدينة الكويت، الكويت، خلال الفترة من 4 أبريل حتى 7 أبريل 2002.

## الفائزون بالميداليات
| Event             | الذهبية                    | الفضية                     | البرونزية               |
| ----------------- | -------------------------- | -------------------------- | ----------------------- |
| السلم المتحرك 1 م | مبارك النعيمي · قطر        | عبد الأمير المطوع · الكويت | محمد رضا هدايتي · إيران |
| السلم المتحرك 3 م | عبد الأمير المطوع · الكويت | مبارك النعيمي · قطر        | قائم ميرابيان · إيران   |
| منصة 10 م         | عبد الأمير المطوع · الكويت | مبارك النعيمي · قطر        | فيصل البغلي · الكويت    |

## جدول الميداليات
*   البلد المضيف (مضيف)
| المرتبة | فريق         | ذهبية | فضية | برونزية | المجموع |
| ------- | ------------ | ----- | ---- | ------- | ------- |
| 1       | الكويت (KUW) | 2     | 1    | 1       | 4       |
| 2       | قطر (QAT)    | 1     | 2    | 0       | 3       |
| 3       | إيران (IRI)  | 0     | 0    | 2       | 2       |
| المجموع | المجموع      | 3     | 3    | 3       | 9       |

## وصلات خارجية
- المجلس الأولمبي الآسيوي – دورة ألعاب غرب آسيا 2002